# Elecciones municipales de Ventanilla de 2018
Las elecciones municipales de Ventanilla de 2018 se llevaron a cabo el domingo 7 de octubre de 2018, en ellas se renovaron los titulares de los siguientes cargos de elección popular del distrito de Ventanilla:
- Alcalde Distrital de Ventanilla. Titular de la Municipalidad Distrital de Ventanilla, electo para un periodo de cuatro años no reelegibles en ningún caso. El candidato electo es Pedro Spadaro.
- Teniente Alcalde Distrital de Ventanilla. Segundo al mando del Municipalidad Distrital de Ventanilla, es elegido junto al alcalde.
- 13[nota 1] Regidores al Concejo Municipal de Ventanilla. Electos por el principio de representación proporcional mediante un sistema de listas.

## Consejo Municipal de Ventanilla (2019 - 2022)
El Consejo Municipal de Ventanilla electo para el período comprendido entre 2019 y 2022 estará integrado por 13 regidores.
- Regidores:

1. César Gastón Pérez Barriga (Fuerza Chalaca)
2. Rocío del Pilar Cáceres Saboya (Fuerza Chalaca)
3. Marco Antonio Mori Alvarado (Fuerza Chalaca)
4. Jairo Omar Cavero Ramos (Fuerza Chalaca)
5. Bertha Carla Guerrero Valverde (Fuerza Chalaca)
6. Patricia Mónica Herrera Barrientos (Fuerza Chalaca)
7. Jonás Isaías Velásquez Bautista (Fuerza Chalaca)
8. Jhovinson Hugo Vásquez Osorio (Fuerza Chalaca)
9. Constantino Melitón Ruiz Maldonado (Por ti Callao)
10. Jesús Alexander Ciccia Dueñas (Por ti Callao)
11. José Luis Cárdenas Peña (Por ti Callao)
12. Víctor Eduardo Advíncula Boucher (Alianza para el Progreso)
13. Jenny León Lugo (Perú Patria Segura)